# Ardakan (Fars)
Ardakān (farsi اردكان) è il capoluogo dello shahrestān di Sepidan, circoscrizione Centrale, nella provincia di Fars. Aveva, nel 2006, una popolazione di 16.212 abitanti.